# DSA-150
La DSA-150 es una carretera perteneciente a la Red Primaria de la Diputación Provincial de Salamanca que une la localidad de Peñaranda de Bracamonte con la localidad de Alaraz.

## Recorrido
La carretera DSA-150 tiene su origen en Peñaranda de Bracamonte en la intersección con la carretera N-501A y termina en la intersección con la carretera SA-105 en Alaraz formando parte de la Red de carreteras de Salamanca.
Además de estas localidades, también pasa por Mancera de Abajo, Salmoral, y Malpartida.
| Peñaranda de Bracamonte (Intersección con ) - Alaraz (Intersección con ) | Peñaranda de Bracamonte (Intersección con ) - Alaraz (Intersección con ) | Peñaranda de Bracamonte (Intersección con ) - Alaraz (Intersección con ) | Peñaranda de Bracamonte (Intersección con ) - Alaraz (Intersección con ) | Peñaranda de Bracamonte (Intersección con ) - Alaraz (Intersección con ) | Peñaranda de Bracamonte (Intersección con ) - Alaraz (Intersección con ) | Peñaranda de Bracamonte (Intersección con ) - Alaraz (Intersección con ) | Peñaranda de Bracamonte (Intersección con ) - Alaraz (Intersección con ) | Peñaranda de Bracamonte (Intersección con ) - Alaraz (Intersección con ) | Peñaranda de Bracamonte (Intersección con ) - Alaraz (Intersección con ) | Peñaranda de Bracamonte (Intersección con ) - Alaraz (Intersección con ) |
| Esquema                                                                  | PK                                                                       | Sentido Alaraz                                                           | Sentido Alaraz                                                           | Sentido Alaraz                                                           | Sentido Alaraz                                                           | Sentido Peñaranda de Bracamonte                                          | Sentido Peñaranda de Bracamonte                                          | Sentido Peñaranda de Bracamonte                                          | Sentido Peñaranda de Bracamonte                                          | Incidencias                                                              |
| Esquema                                                                  | PK                                                                       | Velocidad                                                                | Elemento                                                                 | Salida                                                                   | Salida                                                                   | Salida                                                                   | Salida                                                                   | Elemento                                                                 | Velocidad                                                                | Incidencias                                                              |
| Esquema                                                                  | PK                                                                       | Velocidad                                                                | Elemento                                                                 | Dir.                                                                     | Nombre                                                                   | Nombre                                                                   | Dir.                                                                     | Elemento                                                                 | Velocidad                                                                | Incidencias                                                              |
| ------------------------------------------------------------------------ | ------------------------------------------------------------------------ | ------------------------------------------------------------------------ | ------------------------------------------------------------------------ | ------------------------------------------------------------------------ | ------------------------------------------------------------------------ | ------------------------------------------------------------------------ | ------------------------------------------------------------------------ | ------------------------------------------------------------------------ | ------------------------------------------------------------------------ | ------------------------------------------------------------------------ |
|                                                                          | 0,0                                                                      |                                                                          |                                                                          | Cantaracillo Ávila                                                       | Cantaracillo Ávila                                                       | Cantaracillo Ávila                                                       |                                                                          |                                                                          |                                                                          |                                                                          |
| Salamanca                                                                | 0,0                                                                      |                                                                          |                                                                          |                                                                          |                                                                          |                                                                          |                                                                          |                                                                          |                                                                          |                                                                          |
|                                                                          | 0,7                                                                      |                                                                          |                                                                          | FF.CC. Ávila - Salamanca                                                 | FF.CC. Ávila - Salamanca                                                 | FF.CC. Ávila - Salamanca                                                 | FF.CC. Ávila - Salamanca                                                 |                                                                          |                                                                          |                                                                          |
|                                                                          | 1,0                                                                      |                                                                          |                                                                          | Polígono Industrial El Inestal                                           | Polígono Industrial El Inestal                                           | Polígono Industrial El Inestal                                           | Polígono Industrial El Inestal                                           |                                                                          |                                                                          |                                                                          |
|                                                                          | 1,1                                                                      |                                                                          |                                                                          | PEÑARANDA DE BRACAMONTE                                                  | PEÑARANDA DE BRACAMONTE                                                  | PEÑARANDA DE BRACAMONTE                                                  | PEÑARANDA DE BRACAMONTE                                                  |                                                                          |                                                                          |                                                                          |
|                                                                          | 5,0                                                                      |                                                                          |                                                                          | Bóveda del Río Almar                                                     | Bóveda del Río Almar                                                     | Bóveda del Río Almar                                                     | Bóveda del Río Almar                                                     |                                                                          |                                                                          |                                                                          |
|                                                                          | 6,5                                                                      |                                                                          |                                                                          | MANCERA DE ABAJO                                                         | MANCERA DE ABAJO                                                         | MANCERA DE ABAJO                                                         | MANCERA DE ABAJO                                                         |                                                                          |                                                                          |                                                                          |
|                                                                          | 6,6                                                                      |                                                                          |                                                                          | Mancera de Arriba                                                        | Mancera de Arriba                                                        | Mancera de Arriba                                                        | Mancera de Arriba                                                        |                                                                          |                                                                          |                                                                          |
|                                                                          | 7,5                                                                      |                                                                          |                                                                          | MANCERA DE ABAJO                                                         | MANCERA DE ABAJO                                                         | MANCERA DE ABAJO                                                         | MANCERA DE ABAJO                                                         |                                                                          |                                                                          |                                                                          |
|                                                                          | 11,3                                                                     |                                                                          |                                                                          | SALMORAL                                                                 | SALMORAL                                                                 | SALMORAL                                                                 | SALMORAL                                                                 |                                                                          |                                                                          |                                                                          |
|                                                                          | 11,4                                                                     |                                                                          |                                                                          |                                                                          | Malpartida Macotera                                                      | Malpartida Macotera                                                      |                                                                          |                                                                          |                                                                          |                                                                          |
|                                                                          | 11,4                                                                     | Centro Urbano Malpartida Alaraz                                          |                                                                          |                                                                          |                                                                          |                                                                          |                                                                          |                                                                          |                                                                          |                                                                          |
|                                                                          | 11,4                                                                     | Mancera de Abajo Peñaranda de Bracamonte                                 |                                                                          |                                                                          |                                                                          |                                                                          |                                                                          |                                                                          |                                                                          |                                                                          |
|                                                                          | 12,0                                                                     |                                                                          |                                                                          | SALMORAL                                                                 | SALMORAL                                                                 | SALMORAL                                                                 | SALMORAL                                                                 |                                                                          |                                                                          |                                                                          |
|                                                                          | 12,0                                                                     |                                                                          |                                                                          |                                                                          | Mancera de Abajo Macotera                                                | Mancera de Abajo Macotera                                                |                                                                          |                                                                          |                                                                          |                                                                          |
|                                                                          | 12,0                                                                     | Malpartida Alaraz                                                        |                                                                          |                                                                          |                                                                          |                                                                          |                                                                          |                                                                          |                                                                          |                                                                          |
|                                                                          | 12,0                                                                     | Salmoral Mancera de Abajo Peñaranda de Bracamonte                        |                                                                          |                                                                          |                                                                          |                                                                          |                                                                          |                                                                          |                                                                          |                                                                          |
|                                                                          | 16,2                                                                     |                                                                          |                                                                          | Malpartida                                                               | Malpartida                                                               | Malpartida                                                               | Malpartida                                                               |                                                                          |                                                                          |                                                                          |
|                                                                          | 16,6                                                                     |                                                                          |                                                                          | MALPARTIDA                                                               | MALPARTIDA                                                               | MALPARTIDA                                                               | MALPARTIDA                                                               |                                                                          |                                                                          |                                                                          |
|                                                                          | 16,7                                                                     |                                                                          |                                                                          | MALPARTIDA                                                               | MALPARTIDA                                                               | MALPARTIDA                                                               | MALPARTIDA                                                               |                                                                          |                                                                          |                                                                          |
|                                                                          | 21,7                                                                     |                                                                          |                                                                          | ALARAZ                                                                   | ALARAZ                                                                   | ALARAZ                                                                   | ALARAZ                                                                   |                                                                          |                                                                          |                                                                          |
|                                                                          | 21,7                                                                     |                                                                          |                                                                          |                                                                          | Santiago de la Puebla Macotera                                           | Santiago de la Puebla Macotera                                           | Santiago de la Puebla Macotera                                           |                                                                          |                                                                          |                                                                          |
|                                                                          | 21,7                                                                     | Piedrahíta                                                               |                                                                          |                                                                          |                                                                          |                                                                          |                                                                          |                                                                          |                                                                          |                                                                          |